# Кристина Кабони
Кристѝна Кабòни (на италиански: Cristina Caboni) е италианска писателка на произведения в жанра драма и любовен роман.

## Биография и творчество
Кристина Кабони е родена през 1968 г. в град Каляри, Италия.
Работи към семейния пчеларски бизнес и отглежда разнообразни видове рози в Сан Сперате, Южна Сардиния.
Започва да пише разкази и криминални истории през 2011 г. с публикации в дамски списания.
Първият ѝ роман „Пътят на парфюма“ е издаден през 2014 г. Елена Росини е от древно флорентинско семейство, прочуто с производството на парфюми. Разочарована в любовта, тя заминава за Париж. Срещата ѝ с нов мъж възражда в нея желанието ѝ да създава свои парфюми, да търси Идеалния аромат – залог за влюбване и щастлив живот. Романът става бестселър и я прави известна.

## Произведения

### Самостоятелни романи
- Il sentiero dei profumi (2014)
Пътят на парфюма, ИК „Бард“, София (2015), прев. Ани Томова
- La custode del miele e delle api (2015)
- Il giardino dei fiori segreti (2016) – Награда „Барселона“
- La rilegatrice di storie perdute (2017)
- La stanza della tessitrice (2018)
- La casa degli specchi, Garzanti, 2019
- Il profumo sa chi sei, Garzanti, 2020
- La ragazza dei colori, Garzanti, 2021
- La via del miele, Garzanti, 2022